# Indigofera volkensii
Indigofera volkensii är en ärtväxtart som beskrevs av Paul Hermann Wilhelm Taubert. Indigofera volkensii ingår i släktet indigosläktet, och familjen ärtväxter. Inga underarter finns listade i Catalogue of Life.